# Cangrande della Scala

Wapen van Cangrande della Scala.

Cangrande della Scala (Verona, 9 maart 1291 – Treviso, 22 juli 1329), gedoopt als Canfrancesco della Scala, was een Italiaans edelman uit het huis der Scaliger. Hij was heer van Verona, een van de middeleeuwse Italiaanse stadstaten. Hij is bekend geworden onder zijn bijnaam Cangrande ("grote hond").
Cangrande was de beschermheer van de dichters Dante Alighieri en Francesco Petrarca.
In 1311 werd Cangrande heerser van Verona als opvolger van zijn broer Alboino della Scala. De Italiaanse steden voerden voortdurend oorlog met elkaar en Cangrande was een succesvol veldheer die in juli 1329 de stad Treviso veroverde. Al snel na zijn triomfale intocht werd Cangrande ernstig ziek. Hij had hoge koorts, hevige diarree en moest overgeven. Cangrande overleed binnen vier dagen. Als oorzaak werd indertijd het drinken van vervuild bronwater genoemd. Maar er bestaan ook 14e-eeuwse kronieken die vermelden dat Can Grandes' lijfarts van een gifmoord op zijn meester werd beschuldigd. De man zou daarvoor zijn berecht en opgehangen.
Cangrande werd in een luisterrijk monument bij de Santa Maria Antiqua in Verona bijgezet. Het natuurlijk gemummificeerde lichaam werd in 2004 uit de sarcofaag genomen en onderzocht. De ingewanden waren nog intact. In de endeldarm vond men stuifmeel van vingerhoedskruid, kamille en bramen. In de inhoud van de endeldarm en in het weefsel van de lever werden dodelijke hoeveelheden gif uit het vingerhoedskruid gevonden. Cangrande moet een aftreksel van blad en bloemen te drinken zijn gegeven. De ziekteverschijnselen van de stervende Cangrande komen overeen met die van een digitalisvergiftiging.
Als daders of opdrachtgevers komen de regering van Venetië, de hertog van Milaan en zijn opvolgers, zijn neef Mastino en zijn broer Alberto Scaliger in aanmerking. Van veel plotseling overleden middeleeuwse heersers werd en wordt vermoed dat zij werden vergiftigd. Omdat de medische kennis indertijd pover was kon opzet niet worden bewezen door autopsie of biochemie. In het geval van Cangrande is de gifmoord uiteindelijk bewezen.
Cangrande was gehuwd met Johanna van Antiochië, die hem overleefde na zijn onverwacht overlijden in 1329.

## Het graf en de mummie

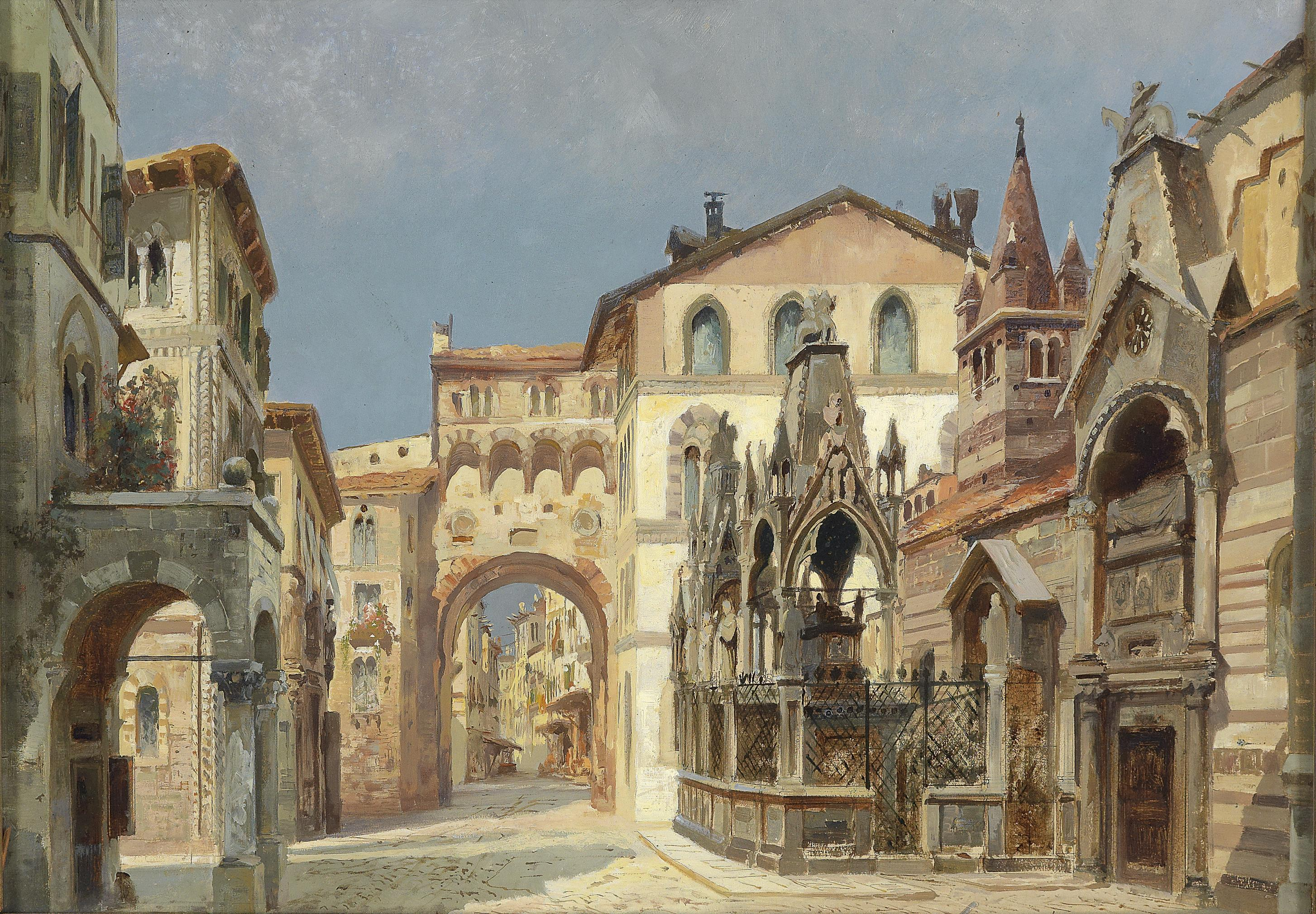
Graf in Verona (rechts)
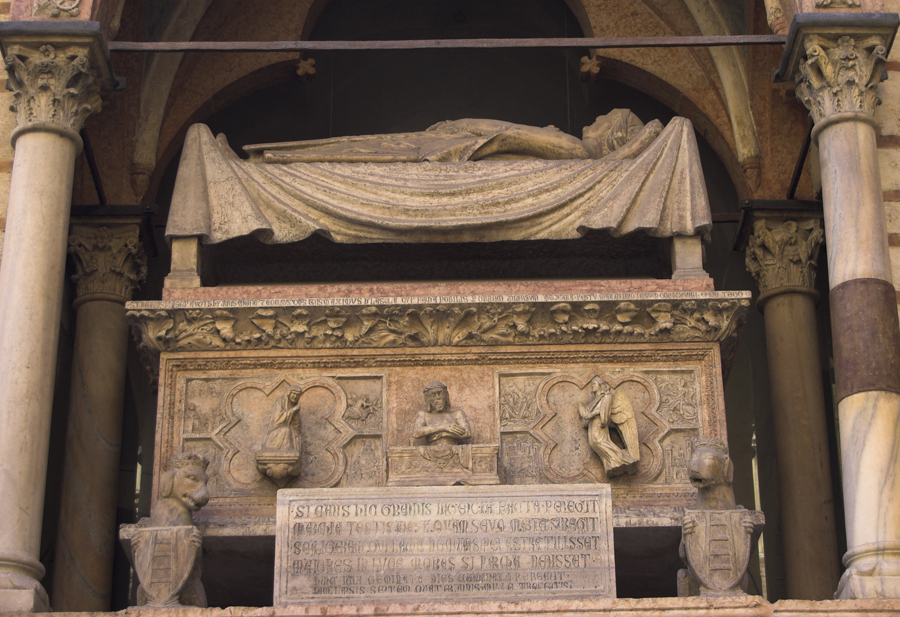
Portret op de sarcofaag
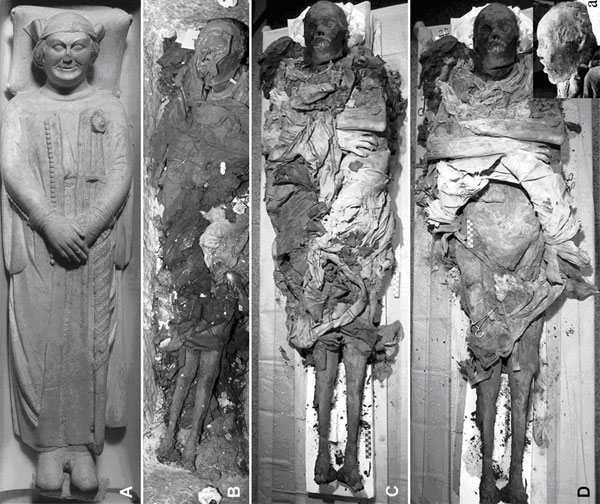
De mummie